# Astochia jayarami
Astochia jayarami là một loài ruồi trong họ Asilidae. Astochia jayarami được Joseph & Parui miêu tả năm 1981. Loài này phân bố ở miền Ấn Độ - Mã Lai.